# Polianthes nelsonii
Polianthes nelsonii är en sparrisväxtart som beskrevs av Joseph Nelson Rose. Polianthes nelsonii ingår i släktet Polianthes och familjen sparrisväxter. Inga underarter finns listade i Catalogue of Life.